# Didecyldimethylammoniumchlorid
Didecyldimethylammoniumchlorid (DDAC-C10) ist eine farb- und geruchlose Flüssigkeit, die zu den quartären Ammoniumverbindungen (QAV) gehört und als Biozid wirksam ist.

## Verwendung
DDAC-C10 wird als Desinfektionsmittel in vielen bioziden Anwendungen eingesetzt. Der jährliche Verbrauch in der Schweiz z. B. wurde auf 30 Tonnen geschätzt, wobei Oberflächendesinfektionsmittel (Biozid-Produktart 2), Desinfektionsmittel für den Lebens- und Futtermittelbereich (4) und Holzschutzmittel (8) am stärksten dazu beitragen. In Molluskiziden (Produktart 16) sowie Insektiziden, Akariziden und Produkten gegen andere Arthropoden (18) darf es seit Anfang 2008 nicht mehr eingesetzt werden.
Es findet auch Verwendung bei Wasserbetten als Konditionierer, um die Gasbildung durch organische Aktivitäten einzuschränken.
Didecyldimethylammoniumchlorid weist eine gute Haftung auf Kunststoffen und Edelstahl auf.
Durch mangelhafte Reinigung von Molkerei-Anlagen nach der Desinfektion mit DDAC-haltigen Mitteln werden gelegentlich Rückstände in Milchprodukten nachgewiesen; durch verbesserte Desinfektionsprozesse – insbesondere durch gründliches Nachspülen mit Trinkwasser – können diese Rückstände jedoch beseitigt oder vermieden werden.
Rückstandsfunde gab es auch auf Kräutern und Südfrüchten; hier wurde allerdings DDAC verbotenerweise als Fungizid eingesetzt, im Falle der kontaminierten Kräuter über falsch deklarierte Pflanzenstärkungsmittel ohne Wissen der Bio-Bauern.
Nach ersten Funden von DDAC in der Nahrungskette im Jahr 2012 hat das zuständige EU-Gremium erstmals die Toxizität durch orale Aufnahme von DDAC bewertet und nachfolgend den Grenzwert im Juli 2012 auf 0,5 mg/kg angehoben.
In einigen Veröffentlichungen wird auf die möglichen antibiotischen Eigenschaften von DDAC abgezielt, insbesondere soll die Verwendung von DDAC zu Bildung von resistenten Keimen, namentlich gegenüber Tetracyclinen, Chloramphenicol- und Betalactam-Antibiotika, führen; für eine ausreichende Substantiierung dieser Aussage fehlt es derzeit aber an anerkannten wissenschaftlichen Studien.